# (32865) 1993 FQ16
1993 FQ16 (asteroide 32865) é um asteroide da cintura principal. Possui uma excentricidade de 0.05754510 e uma inclinação de 4.02691º.
Este asteroide foi descoberto no dia 17 de março de 1993 por UESAC em La Silla.